# 仲介者の排除

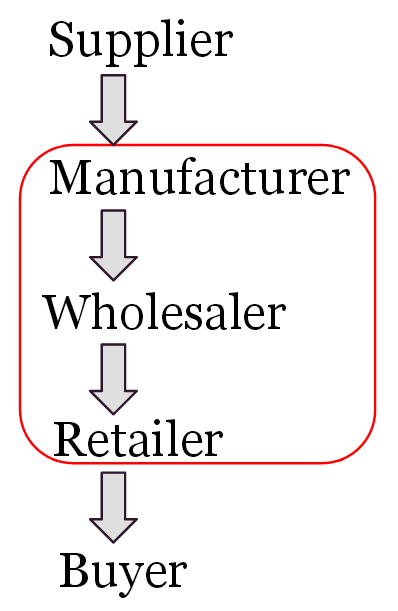
仲介者排除プロセス）

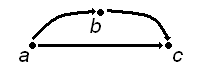
中間業者Bを中抜きし、CとAが直接取引する

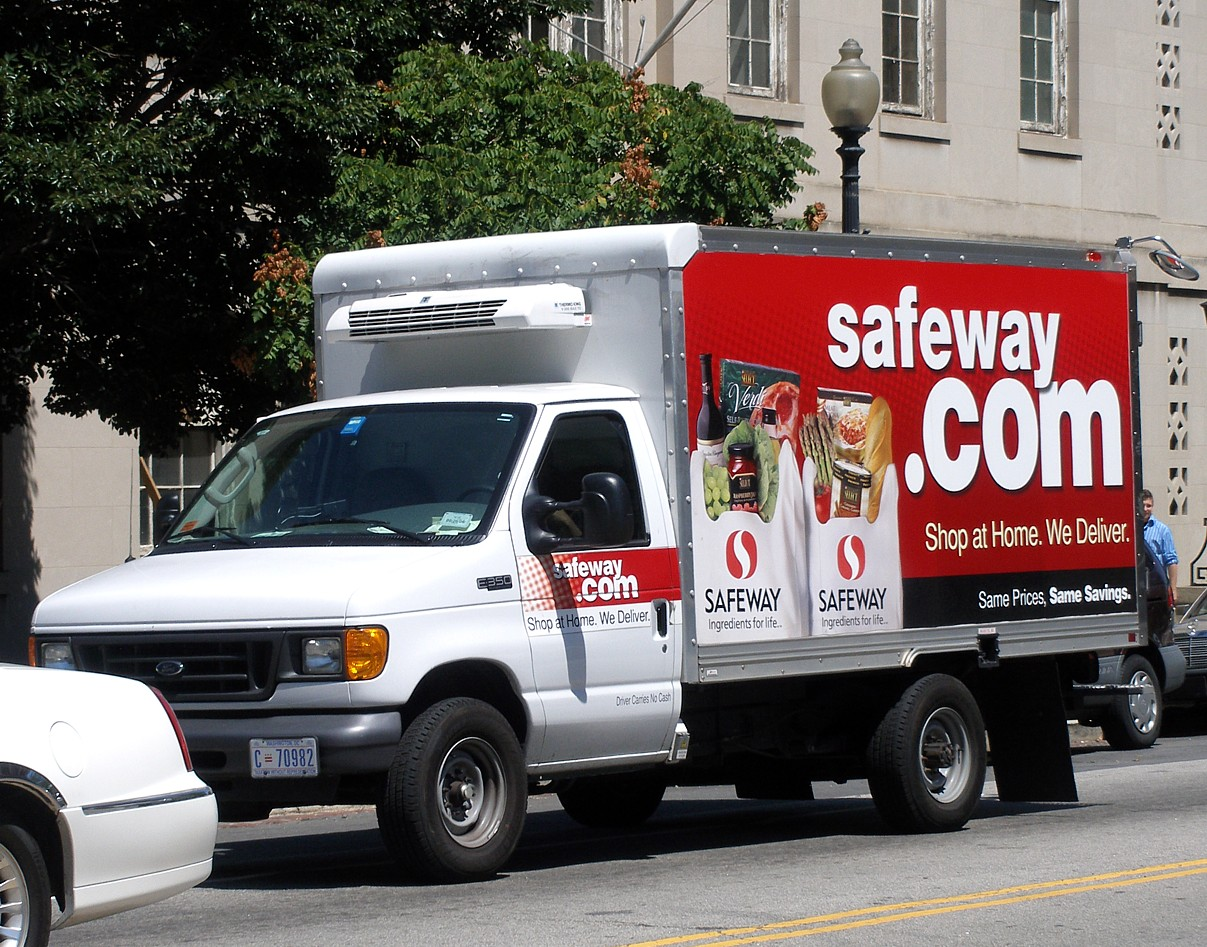
Webvanは北米のスーパーマーケット業界から仲介業者を排除するという目標を達成できなかったが、いくつかのスーパーマーケットチェーン（ Safeway Inc.など）は、Webvanが対応するニッチ市場をターゲットとする独自の配送サービスを開始した。

仲介者の排除 、中抜き(ディスインターミディエーション、英語: disintermediation)とは、サプライチェーンから仲介業者を介さず、直接やり取りを行うことである。 仲介業者（流通業者、卸売業者、ブローカー、代理店など）があった従来の流通チャネルを経由する代わりに、企業がインターネットなどを介して顧客と直接取引できるようにすること。

## 概要
日本では多重下請け構造による非効率が根深い問題である。ドイツは日本並みの企業数で、中小企業の比率も高い。だがドイツの中小企業の利益率は大企業と同等か、むしろ高くなっており、中小企業＝低付加価値にはなっていない。日本の問題は元請けと最終委託業者の間にいくつも入っている付加価値の低い業者が非常に多いことにある。
中抜きを排除すると、流通、管理などのコストが削減され、製造業者は利益率を上げたり、価格を下げたりすることができる。インターネットによりこのプロセスも電子化されている。多くの場合、企業対消費者間電子商取引（B2C）企業は、バイヤーとメーカーの間の架け橋として機能する。

## 歴史
この用語は、もともと1967年に銀行業界で生まれた。消費者が普通預金口座に預金する代わりに、証券（政府および民間債券、保険会社、ヘッジファンド、投資信託、株式）に直接投資することによって銀行の仲介を回避する動きが起きた 。 この動きのきっかけになったのは米国政府の規制（レギュレーションQ）により、連邦預金保険公社によって保証された、利付口座に付与される金利が制限されたことだった。
その後も、銀行業界での事柄を指すことが多かったが、より一般的な商取引のも中間流通業者の排除が適用されていった。これが一般的になったのは1990年代後半になってからであった。

## インターネット普及による影響
インターネットによる市場の透明性の促進は、サプライチェーンの仕組みを変更するといわれてきた。インターネット上の仮想市場の出現により、仲介者の排除は新しい意味を獲得した。 Amazon.comのような仮想市場の売り手は仲介業者を排除している。仮想マーケットプレイスベンダーによって作成されたプラットフォームにより、販売者と購入者は相互に直接つながることができる。しかし、仮想マーケットプレイスを使い続けるかどうかは互いの好意に依存している。仮に、販売者と購入者がこのプラットフォームを迂回して直接取引を行うと、プラットフォームベンダーが収益分配を得られなくなる。これは、新しい形の中抜き排除と見なすこともできる。

### インターネット関連
ただし、インターネット関連の仲介者の排除は、ドットコムブームの間には予想されたよりも発生しなかった。小売業者と卸売業者は、クレジットの延長、さまざまなサプライヤからの製品の集約、返品の処理などの重要な機能を提供する。さらに、多くの場合、製造業者との間の商品の配送は、消費者が商品を受け取る店舗に商品を配送するよりもはるかに効率が悪い可能性がある（消費者が店舗へ行く手間を無視した場合）。仲介者の排除の脅威に対して、一部の小売業者は、仮想店舗と物理店舗をブリック・アンド・クリックと呼ばれる戦略に統合しようと試みた。

### インターネット業界以外
インターネット以外の世界では、ウォルマートのようにサプライヤーとバイヤーの間の仲介業者の数を減らすことで価格を下げようとする多くのロードサイド小売業者にとって、中間流通業者の排除は重要な戦略であった。在庫の必要がなければ仲介流通業者の必要性のひとつがなくなるため、中間流通業者の排除はジャストインタイム製造のアイデアとも密接に関連している。 1990年代の日本とドイツの経済パフォーマンスの低さの理由として、仲介者の排除を阻止する法律の存在が挙げられている。

## 仲介モデルの再興
再仲介は、エンドユーザー（消費者）と生産者の間に仲介者が再導入されることである。この用語は、特に、仲介者の排除がされたところに再度仲介者が入る場合に使われる。 
インターネット革命が始まった当初、電子商取引は運用コストを削減するための仲介手段と見なされていた。消費者がインターネットを介して生産者から直接製品を購入できるようにすることで、製品の配送チェーンが大幅に短縮され、標準的な供給モデルの仲介業者による「仲介」がなされなくなるというコンセプトであった。しかし、実際には、新しい仲介者がデジタル環境に登場してきた（例： Amazon.comおよびeBay ） 。
再仲介は、eコマースを使って仲介者を排除し、直接販売モデルを取った場合に発生する多くの新しい問題が原因で導入された。多くの小口注文の出荷に対応するコスト増、大規模な顧客へのサービスの問題、排除された小売業者や供給チャネルのパートナーからのクレームに対応するなどの課題が発生した。個々の消費者の販売前および販売後の問題に対応するには、膨大なリソースが必要となる。仲介者を排除する前は、サプライチェーンの仲介業者が生産者の販売員を務めていたが、仲介者が不在の場合、生産者自身が営業を行う必要がある。オンラインでの販売には、独自の関連コストがかかる。高品質のWebサイトの開発、製品情報の維持、およびマーケティング費用などだ。最後に、製品販売をインターネットチャネルに限定すると、生産者はインターネット上で他のサイトと競合しながら集客を自分で行う必要がある。インターネット上での集客にはさまざまなテクニックと費用が必要になってきている。